# Churchill County
Churchill County är ett administrativt område i delstaten Nevada, USA. År 2010 hade countyt 24 877 invånare. Den administrativa huvudorten (county seat) är Fallon. 

## Geografi
Enligt United States Census Bureau så har countyt en total area på 13 010 km². 12 766 km² av den arean är land och 243 km² är vatten.   

### Angränsande countyn
- Lyon County, Nevada - väst
- Washoe County, Nevada - nordväst
- Pershing County, Nevada - nord
- Lander County, Nevada - öst
- Nye County, Nevada - sydöst
- Mineral County, Nevada - syd

## Städer och övriga orter
- Dixie Valley
- Eastgate
- Fallon
- Fallon Station
- Hazen
- Lahontan
- Middlegate
- Nevada City (spökstad)
- Salt Wells
- Stillwater (spökstad)
- White Cloud City (spökstad)